# Інститут хімії та хімічних технологій Національного університету «Львівська політехніка»
Інститут хімії та хімічних технологій (ІХХТ) Національного університету «Львівська політехніка» — навчально-науковий структурний підрозділ Національного університету «Львівська політехніка». Створений у жовтні 2001 року на базі хіміко-технологічного факультету та факультету технології органічних речовин.

## Історія інституту
ІХХТ створений у жовтні 2001 р. на базі хіміко-технологічного факультету та факультету технології органічних речовин з метою підвищення якості підготовки фахівців. Директором інституту призначено доктора хімічних наук, професора Й. Й. Ятчишина.
Хіміко-технологічний факультет — один із найдавніших факультетів, організований у 1872 р. на базі кафедри хімічної технології, відкритої у 1870 р.Упродовж 1872–1873 рр. тут навчалось 12 студентів. З кожним роком їх кількість зростала, і вже в 1910/1911 навчальному році серед 1736 студентів Львівської політехніки було 157 студентів-хіміків.
У 1873 р. посаду професора мінералогії та геології у Львівській політехніці обійняв Юліян Медвецький — організатор навчального процесу в політехнічній школі у Львові, він тричі був ректором Політехніки, чотири рази деканом факультету технічної хімії і три рази — продеканом.
З утворенням факультету збільшилась кількість кафедр. У 1872 р. кафедрою загальної та аналітичної хімії завідував доктор А. Фройнда, кафедрою хімічної технології — професор Гінзберг. З другої половини 70-х років лекції із загальної та аналітичної хімії читав доктор Ю.Грабовський, з хімічної технології — доктор В. Ванікевич.
У різні часи на факультеті працювали такі видатні вчені зі світовими іменами: доктор С. Нементовський, професори Я. Беркман (декан факультету з 1945 по 1952 роки), Б. Павлевський, Б. Синевський, С. Пілят, І. Мостицький.
У 1967 р. хіміко-технологічний факультет поділили на два: хіміко-технологічний та технології органічних речовин, які знову об’єднались в Інститут хімії та хімічних технологій.

## Сучасність
Інститут нині об’єднує 13 кафедр, де працюють 37 докторів наук, професорів, 112 доцентів, 11 старших викладачів та 24 асистенти — всі мають наукове звання кандидата наук.
Підвищенню ефективності навчання сприяє широке залучення студентів до участі в наукових роботах, що здійснюються в 15 науково-дослідних лабораторіях з важливих напрямів наукових досліджень.
В комп’ютерних класах інституту студенти навчаються використовувати сучасну обчислювальну техніку для дослідження і проектування новітніх технологічних процесів хімічної переробки нафти, синтезу найрізноманітніших харчових і хімічних речовин та препаратів, а також розрахунки і проектування реакторів та обладнання.
В інституті ефективно працюють 4 спеціалізовані ради із захисту кандидатських та докторських дисертацій. За останні 30 років випускниками кафедр інституту захищено понад 90 докторських і понад 650 кандидатських дисертацій. Співробітники факультетів опублікували майже 7500 наукових праць, видали 130 підручників, монографій, навчальних посібників, понад 700 методичних вказівок, одержали більше ніж 750 авторських свідоцтв і патентів.
Найкращі студенти інституту направляються на стажування, ознайомчі практики та навчання в університети Канади, Німеччини, Польщі.

## Кафедри інституту
- Органічної хімії
- Хімічної технології силікатів
- Хімії і технології неорганічних речовин
- Технології органічних продуктів
- Хімічної технології переробки нафти та газу
- Хімічної технології переробки пластмас
- Технології біологічно активних сполук,фармації та біотехнології
- Хімічної інженерії
- Екології та охорони навколишнього середовища
- Техногенно-екологічної безпеки
- Аналітичної хімії
- Фізичної та колоїдної хімії
- Загальної хімії

## Адреса
79013. Львів-13, пл.Святого Юра 9.

VIII навчальний корпус Національного університету «Львівська політехніка».

## Міжнародні зв'язки
- Вроцлавська політехніка (Польща)
- Гданська політехніка (Польща)
- Варшавська політехніка (Польща)
- Жешувська політехніка (Польща)
- Краківська політехніка (Польща)
- Ченстоховська політехніка (Польща)
- Люблінська політехніка (Польща)
- Шльонська політехніка (Польща)
- Гірничо-металургійна академія імені Станіслава Сташиця (Краків, Польща)
- Техаський університет (США)
- Університет Північного Техасу (США)
- Дрезденський технічний університет (Німеччина)
- Королівський технічний університет (Стокгольм, Швеція)